# Bisdom Aire en Dax
Het bisdom Aire en Dax (Latijn: dioecesis Aturensis et Aquae Augustae; Frans: diocèse d'Aire et Dax) is een Frans bisdom van de Rooms-Katholieke Kerk met als bisschopszetel Dax. Het bisdom valt grotendeels samen met het departement Landes. 
Het bisdom Aire en Dax telde in 1970 circa 250.000 katholieken (90,1% van de totale bevolking). In 2003 steeg het aantal gelovigen tot 255.000 (circa 78% van de bevolking). Het aantal priesters daalde in dezelfde periode van 352 naar 194. Het aantal religieuzen daalde licht van 330 naar 298. Een hervorming van de parochiestructuur leidde van 326 in 1970 tot 35 parochies in 2005. In 2022 telde het bisdom circa 272.000 katholieken (66,8% van de totale bevolking).

## Geschiedenis
Het bisdom is de opvolger van de oude bisdommen Aire en Dax, gelegen in Novempopulania, die in of voor de 5e eeuw werden gesticht. Uit deze bisdommen waren bisschoppen aanwezig op het Concilie van Agde in 506: Marcellus uit Aire en Gratianus uit Dax.

### Oud bisdom Aire
Het bisdom Aire was de opvolger van de civitas Aturensium uit de Gallo-Romeinse periode. Het bisdom werd doorsneden door de Adour en grensde in het noorden aan het bisdom Bazas, in het oosten door het bisdom Auch, in het zuiden door het bisdom Lescar en in het westen door het bisdom Dax. Ook onder het Visigotische Rijk bleef het bisdom bestaan. Het bisdom telde twee voorname abdijen: de benedictijnenabdij van Saint-Sever en de norbertijnenabdij van Saint-Jean-de-la-Castelle.

### Oud bisdom Dax
Het oude bisdom Dax ging mogelijk terug tot het midden van de vierde eeuw, maar de eerste geattesteerde bisschop was Gratianus, aanwezig in Agde in 506. Het bisdom werd omringd door de bisdommen Aire, Bordeaux, Bazas en Bayonne.

### Moderne tijd
Bij het Concordaat van 1801 werden de bisdommen Aire en Dax opgeheven en toegevoegd aan het uitgestrekte bisdom Bayonne, Lescar en Oloron. In 1817 werd beslist om het bisdom Aire opnieuw op te richten. Dit ging in vanaf 1822 en het jaar erop werd de eerste bisschop aangesteld. Het nieuwe bisdom Aire viel voortaan samen met het departement Landes. Vanaf 3 juni 1857 mocht de bisschop van Aire zich ook bisschop van Dax noemen. In 1933 verhuisde de bisschopszetel van het kleine Aire-sur-l'Adour naar het grotere Dax. De Sainte-Marie van Dax werd de nieuwe kathedraal van het bisdom en de Saint-Jean-Baptiste van Aire werd cokathedraal.
Tot 16 december 2002 maakte Aire en Dax deel uit van het aartsbisdom Auch. Sinds december 2002 is het suffragaan van Bordeaux.

## Bisschoppen
- Jean-François-Marie Le Pappe de Trévern (1823 - 1827)
- Dominique-Marie Savy (1827 - 1839)
- François-Adélaïde-Adolphe Lannéluc (1839 - 1856)
- Prosper-Michel-Arnaud Hiraboure (1856 - 1859)
- Louis-Marie-Olivier Epivent (1859 - 1876)
- Victor-Jean-François-Paulin Delannoy (1876 - 1905)
- Eugène-François Touzet (1906 - 1911)
- Maurice Chales Alfred de Cormont (1911 - 1930)
- Clément Mathieu (1931 - 1963)
- Fernand Bézac des Martinies (1963 - 1978)
- Robert Sarrabère (1978 - 2002)
- Philippe Breton (2002 - 2012)
- Hervé Gaschignard (2012 - 2017)
- Nicolas Souchu (2017 - )

## Afbeeldingen

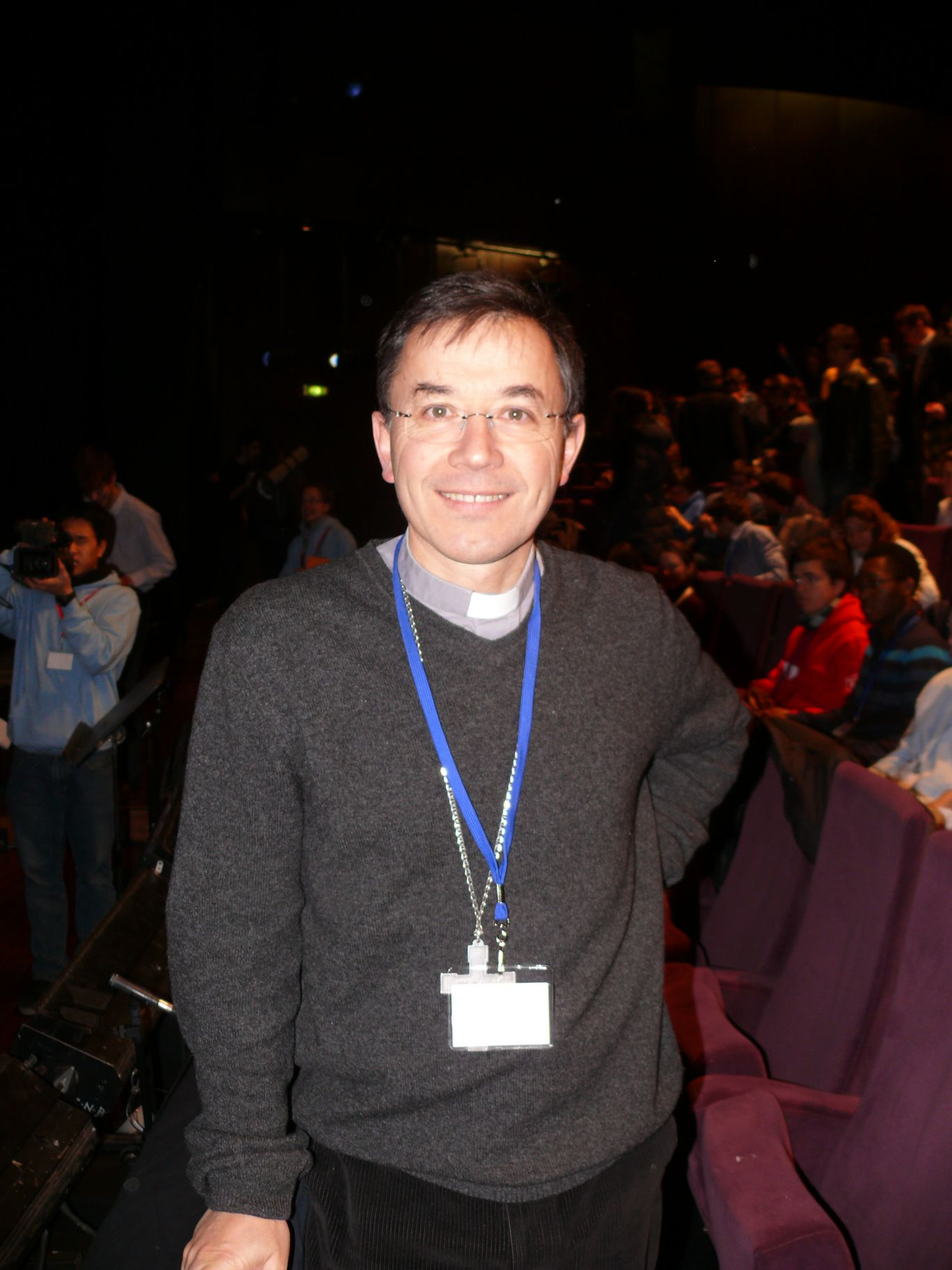
Bisschop Gaschignard
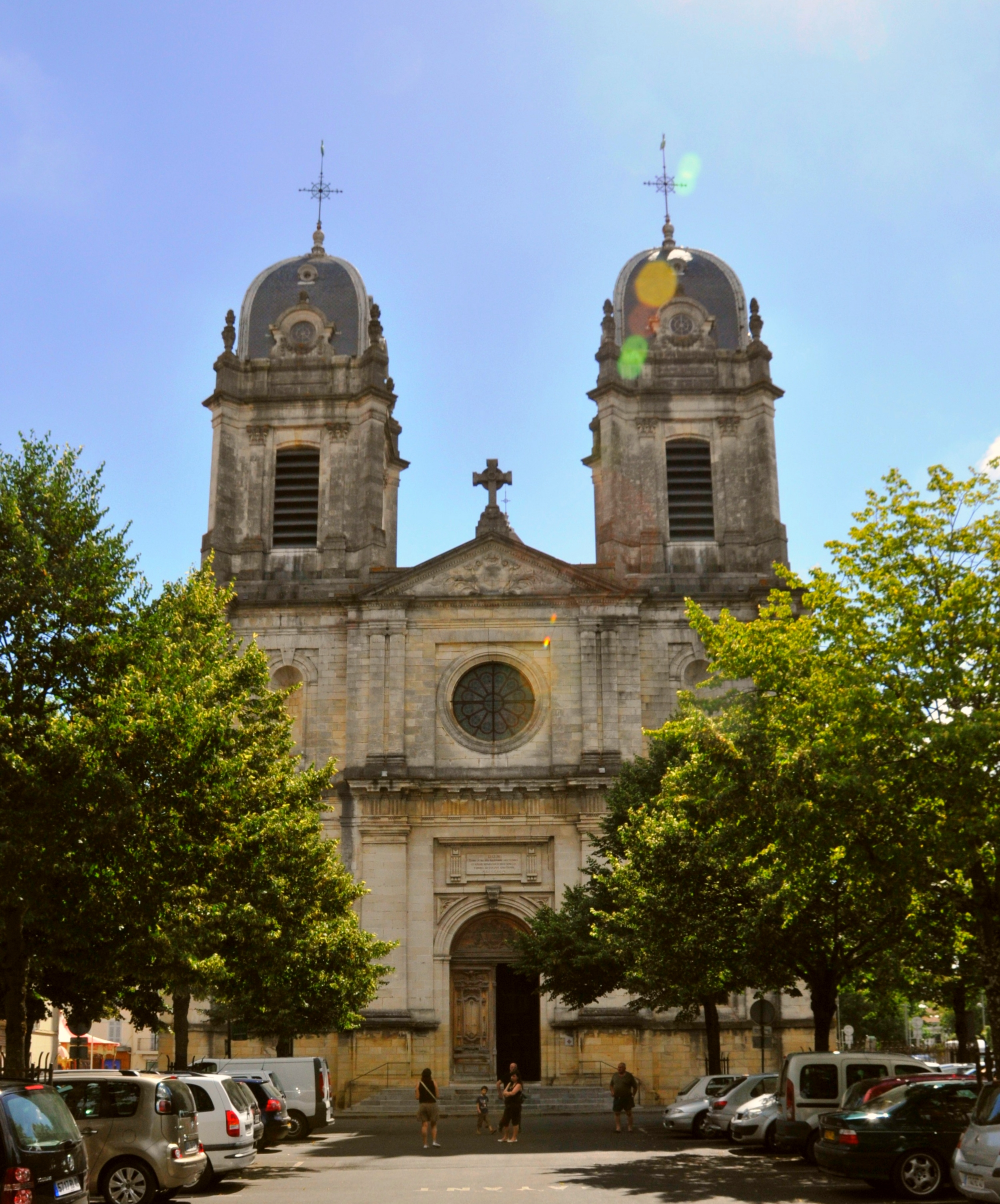
Kathedraal van Dax
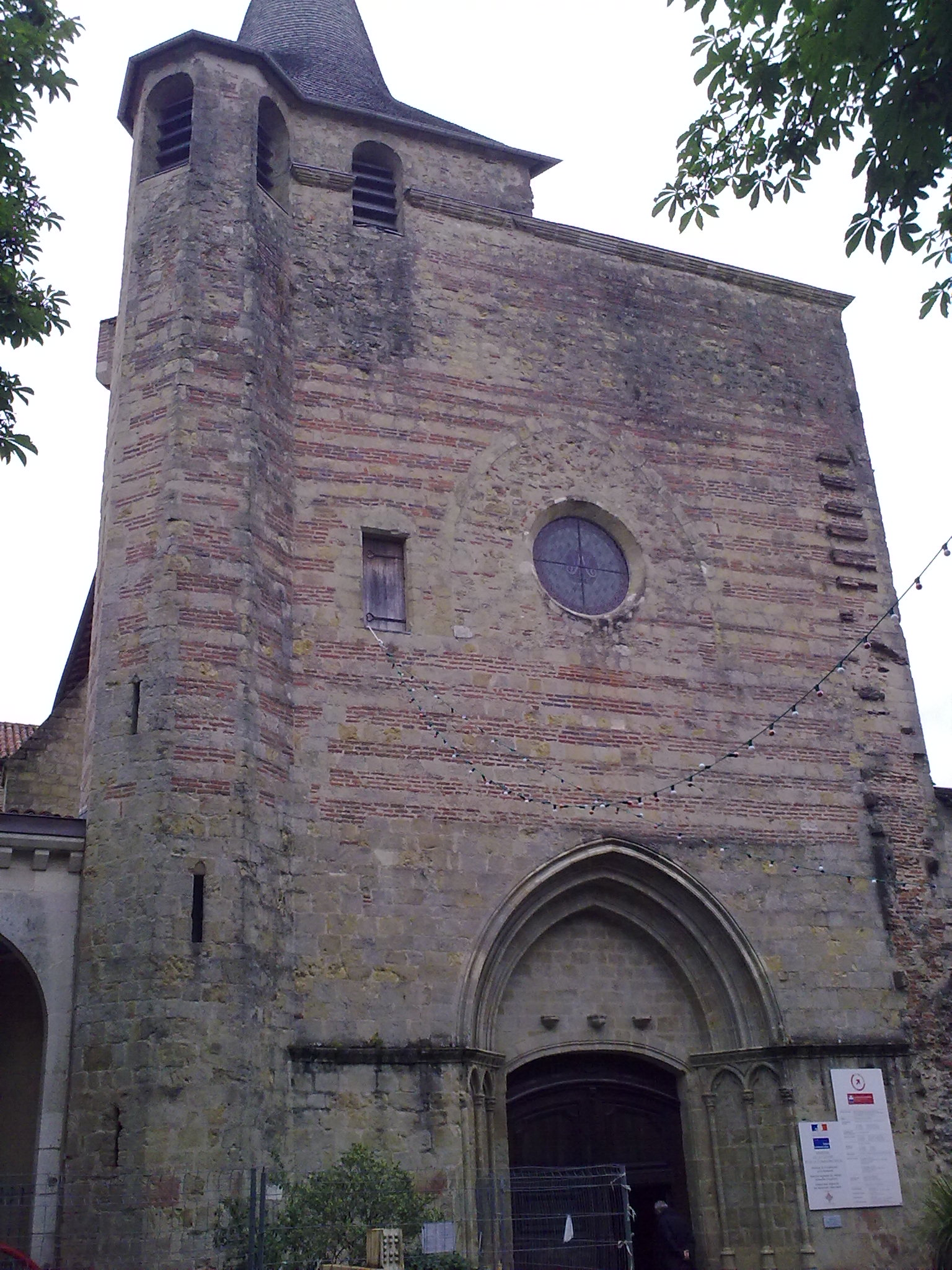
Cokathedraal van Aire